# Zeria capitulata
Espèce
Synonymes
- Solpuga capitulata Karsch, 1885

Zeria capitulata est une espèce de solifuges de la famille des Solpugidae.

## Distribution
Cette espèce se rencontre au Kenya, en Éthiopie et au Congo-Kinshasa.

## Description
La femelle mesure 36 mm.
Le mâle décrit par Roewer en 1933 mesure 28 mm et les femelles de 28 à 30 mm.

## Publication originale
- Karsch, 1885 : Verzeichnis der von Dr. G. A. Fischer auf der im Auftrage der geographischen Gesellschaft in Hamburg unternommen Reise in das Massai-Land gesammelten Myriopoden und Arachnoiden. Jahrbuch der Hamburgischen Wissenschaftlichen Anstalten, vol. 2, p. 131-139 (texte intégral).